# Hugo Westerberg
Hugo Emanuel Westerberg, född 9 september 1880 i Nederkalix, död 20 februari 1946 i Chicago, var en svensk civilingenjör och grafiker.
Han var son till provinsialläkaren Carl Emanuel Westerberg och Julia Augusta Hård af Segerstad och från 1910 gift med journalisten Hedvig Andersson. Efter några års studier vid Kungliga tekniska högskolan i Stockholm studerade han 1904–1905 vid Charlottenburgs tekniska högskola utanför Berlin. Han praktiserade som ingenjör i London 1905–1906 och i Kanada 1906 och fortsatte 1907 till Amerika där han fram till 1910 arbetade vid en mekanisk och elektrisk industri i Chicago. Som grafiker utförde han illustrationer och porträtt bland annat av den danska trädgårdsarkitekten Jens Jensen i Chicago.
Westerberg var svärfar till författaren Carl-Göran Ekerwald.

### Fotnoter
1. ↑  Dödsannons i Svenska Dagbladet 24 februari 1946